# Птицын, Владимир Николаевич
Влади́мир Никола́евич Пти́цын (16 августа 1925 года, дер. Ягодино, Судогодский уезд,Владимирская губерния, РСФСР — 1 января 2006 года, Санкт-Петербург, Россия) — советский партийный и государственный деятель, председатель Мурманского облисполкома (1971), первый секретарь Мурманского обкома КПСС (1971—1988).

## Биография
Окончив школу ФЗО в г. Гусь-Хрустальный, в октябре 1941-го вернулся в родную деревню, работал в колхозе машинистом паровой машины.
С 1943 по 1945 г. — в РККА, участник Великой Отечественной войны. В 1944 г. окончил в Суздале Винницкое военно-пехотное училище. В мае 1944-го получил назначение на 3-й Белорусский фронт. Командиром стрелкового взвода, а затем роты с боями прошел путь от Витебска до границы Германии, был тяжело ранен. Член ВКП(б) с 1946 г.
После демобилизации осенью 1945 года работал на литейно-механическом заводе в Ленинграде комендантом, начальником охраны, затем — мастером ремонтного цеха, а с 1954 г. — главным инженером завода.
В 1956 г. был выдвинут на партийную работу в аппарат Ждановского районного комитета КПСС Ленинграда: занимал должность заведующего промышленно-транспортным отделом, избирался вторым секретарем районного комитета КПСС. В 1958 году окончил Ленинградский институт точной механики и оптики.
В декабре 1959 г. был направлен в распоряжение Мурманского обкома КПСС: работал заведующим промышленно-транспортным отделом, председателем комитета партийно-государственного контроля областного комитета КПСС и облисполкома, заместителем председателя облисполкома, председателем областного комитета народного контроля.
В 1966—1971 гг. - секретарь, второй секретарь Мурманского областного комитета КПСС, в 1971 г. - председатель исполкома Мурманского областного Совета.
В 1971—1988 гг. — первый секретарь Мурманского областного комитета КПСС. В этот период в Заполярье были введены в эксплуатацию крупнейшие объекты общесоюзного значения: комбинаты «Апатит» и «Североникель», объекты Ковдорского, Оленегорского, Ловозерского ГОКов, «Ковдорслюды», запущены Кольская АЭС и ГЭС Серебрянского и Териберского каскадов, наращены объемы рыбной отрасли Северного бассейна и заполярного сельского хозяйства, получили развитие строительная отрасль, транспорт, связь, появились многочисленные объекты социально-культурной сферы.
С 1988 г. на пенсии.
Член ЦК КПСС в 1981—1989 годах, (кандидат в члены ЦК КПСС в 1976—1981 годах). 
Депутат Совета Союза Верховного Совета СССР 9-11 созывов (1974—1989) от Мурманской области.

## Награды и звания
- 2 ордена Ленина (15.08.1975; 15.08.1985)
- орден Октябрьской Революции (25.08.1971)
- орден Отечественной войны I степени (11.03.1985)
- орден Отечественной войны II степени (10.09.1944)
- 2 ордена Трудового Красного Знамени (27.04.1966; 10.03.1981)
- орден «Знак Почёта» (01.10.1963)
- медаль «За трудовую доблесть» (21.06.1957)
- другие медали
- Почётный гражданин Мурманской области